# Ehrenberg (bei Hildburghausen)
Ehrenberg település Németországban, azon belül Türingiában. Lakosainak száma 187 fő (2023. december 31.).

## Népesség
A település népességének változása:
| Lakosok száma | 180  | 173  | 179  | 179  | 187  |
|               | 2014 | 2019 | 2021 | 2022 | 2023 |